# Radical 20
El radical 20, representado por el carácter Han 勹, es uno de los 214 radicales del diccionario de Kangxi. En mandarín estándar es llamado 勹部　(bāo bù «radical envolver»), en japonés es llamado 勹部, りょくぶ　(hōbu), y en coreano 포 (po). El radical 20 aparece siempre rodeando los caracteres a los que pertenece por la parte superior derecha (como en el carácter 匐).

## Nombres populares
- Mandarín estándar: 包字头, bāo zì tóu, «parte superior del símbolo 包 (envolver)».
- Coreano:쌀포몸부, ssal po mom bu, «radical “po”-envolver».
- Japonés: 包構え（つつみがまえ）, tsutsumigamae, «parte envolvente de 包».[1]
- En occidente: radical «envolver».

## Caracteres con el radical 20
| trazos | carácter                |
| ------ | ----------------------- |
| + 0    | 勹                      |
| + 1    | 勺                      |
| + 2    | 勻 勼 勽 勾 勿 匀 匁 匂 |
| + 3    | 匃 匄 包 匆 匇          |
| + 4    | 匈                      |
| + 5    | 匉                      |
| + 6    | 匊 匋 匌                |
| + 7    | 匍                      |
| + 8    | 匎                      |
| + 9    | 匏 匐                   |
| + 10   | 匑 匒                   |
| + 11   | 匓                      |
| + 14   | 匔                      |

## Galería
| Estilos antiguos                                 | Estilos antiguos                  | Estilos antiguos                        | Estilos antiguos                   | Estilos antiguos                   | Estilos empleados actualmente       | Estilos empleados actualmente  | Estilos empleados actualmente    | Estilos empleados actualmente   | Estilos empleados actualmente  |
|                                                  |                                   |                                         |                                    |                                    |                                     | 勹                             |                                  |                                 |                                |
| 甲骨文 jiǎgǔwén (escritura de huesos oraculares) | 金文 jīnwén (escritura de bronce) | 简帛 jiǎnbó (escritura de bambú y seda) | 篆文 zhuànwén (escritura de sello) | 篆文 zhuànwén (escritura de sello) | 隸書 lìshū (estilo de los escribas) | 楷書 kǎishū (estilo regular)   | 楷書 kǎishū (estilo regular)     | 行書 xǐngshū (estilo corriente) | 草書 cǎoshū (estilo de hierba) |
| 甲骨文 jiǎgǔwén (escritura de huesos oraculares) | 金文 jīnwén (escritura de bronce) | 简帛 jiǎnbó (escritura de bambú y seda) | 大篆 dàzhuàn (sello grande)        | 小篆 xiǎozhuàn (sello pequeño)     | 隸書 lìshū (estilo de los escribas) | 繁體／繁体 fántǐ (tradicional) | 简体／簡體 jiǎntǐ (simplificado) | 行書 xǐngshū (estilo corriente) | 草書 cǎoshū (estilo de hierba) |